# Мінас (нафтове родовище)
1°18′44″ пн. ш. 101°14′25″ сх. д. / 1.3123° пн. ш. 101.2402° сх. д.
Мінас — унікальне за величиною нафтове родовище-гігант в Ріау, провінції Індонезії, неподалік від міста Думаї.
Розвідку родовища здійснила ще в кінці 1930-тих компанія Caltex, першу свердловину пробурили в 1944 році, а видобуток нафти розпочався лише у 1952 році.
Запаси нафти — 993 млн т.